# Unarmed – Best of 25th Anniversary
Unarmed – Best of 25th Anniversary ist die vierte Kompilation der deutschen Power-Metal-Band Helloween. Sie erschien im Jahr 2010 bei Sony Music.

## Entstehung und Veröffentlichung
Zum 25. Jubiläum der Bandgründung im Jahr 1984 wollten sich Helloween bei den Fans für die langjährige Unterstützung bedanken und spielten so mehrere Stücke aus allen Schaffensperioden in neuem Arrangement ein. Neben der Band waren zahlreiche Gastmusiker (Gitarre: Andreas Becker; Klavier: Matthias Ulmer; Saxofon: Albie Donnelly und Paul Owens; Flöte: Eberhard Hahn; Perkussion: Nippy Noya; Hellsongs, Sinfonieorchester Prag, London Choir und zwei Kinderchöre) an den Aufnahmen beteiligt. Charlie Bauerfeind war der Produzent und mischte die Kompilation ab. Es erschien auch eine limitierte Auflage mit Bonus-DVD, die zwei Making-ofs, ein Musikvideo und Interviews enthielt.

## Titelliste
1. Dr. Stein – 3:59 (Original auf Keeper of the Seven Keys Part 2, 1988)
2. Future World – 4:13 (Original auf Keeper of the Seven Keys Part 1, 1987)
3. If I Could Fly – 3:28 (Original auf The Dark Ride, 2000)
4. Where the Rain Grows – 5:09 (Original auf Master of the Rings, 1994)
5. The Keeper’s Trilogy (Medley) – 17:06 (Originale auf Keeper of the Seven Keys Part 1, 2 und The Legacy, 1987/1988/2005)
6. Eagly Fly Free – 3:49 (Original auf Keeper of the Seven Keys Part 2, 1988)
7. Perfect Gentleman – 4:18 (Original auf Master of the Rings, 1994)
8. Forever and One – 4:25 (Original auf The Time of the Oath, 1996)
9. I Want Out – 4:21 (Original auf Keeper of the Seven Keys Part 2, 1988)
10. Fallen to Pieces – 3:28 (Original auf Gambling with the Devil, 2007)
11. A Tale that Wasn’t Right – 4:46 (Original auf Keeper of the Seven Keys Part 1, 1987)

## Stil
Mit der Umarrangierung brachten Helloween vielfältige stilistische Einflüsse in die Stücke ein. So sind in Dr. Stein Anklänge an Swing zu hören, in Future World an Country- oder Barmusik, in Eagly Fly Free und Perfect Gentleman an Folk. Where the Rain Grows wurde zu einer Ballade, If I Could Fly zu einem Popsong umarrangiert. I Want Out wird von Kinderchören begleitet, The Keeper’s Trilogy und A Tale that Wasn’t Right von einem Orchester.

## Rezeption
In der Presse wurde die Idee, ältere Stücke derart neu zu arrangieren, meist für originell befunden. Es wurde jedoch vermutet, dass sie bei einigen Metal-Fans auch auf Ablehnung stoßen könnte; so riet Frank Albrecht vom Rock Hard, wer „Experimente grundsätzlich ablehnt, sollte einen großen Bogen um dieses Teil machen“. Er fragte sich also, welche Käuferschichten die Veröffentlichung ansprechen solle, fand aber insbesondere The Keeper’s Trilogy „künstlerisch absolut hochwertig“. Alex Straka von powermetal.de urteilte, Helloween zeigen „mit diesem durchaus mutigen Experiment, was sie eigentlich für gnadenlos gute Songwriter sind.“ Auf metal.de wurde resümiert: „Auch wenn sicherlich nicht alle Versionen zünden können und ein wenig auf der Strecke bleiben […], ist ‘Unarmed…’ eine doch teils gelungene Zusammenstellung geworden, die mit einer innovativen Idee punkten kann!“